# 圣索尔南
圣索尔南（法語：Saint-Sornin，法語發音：[sɛ̃ sɔʁnɛ̃]）是法国夏朗德省的一个市镇，属于昂古莱姆区。

## 地理
圣索尔南（45°41'37"N, 0°26'7"E）面积11.27 平方千米，位于法国新阿基坦大区夏朗德省，该省份为法国西部内陆省份，北起德塞夫勒省和维埃纳省，东临上维埃纳省，东南至多尔多涅省，南至多爾多涅省，西接滨海夏朗德省。
与圣索尔南接壤的市镇（或旧市镇、城区）包括：马里亚克勒弗朗、蒙布龙、奥尔热德伊、武通、伊夫拉克和马莱朗、塔杜瓦尔河畔穆兰。

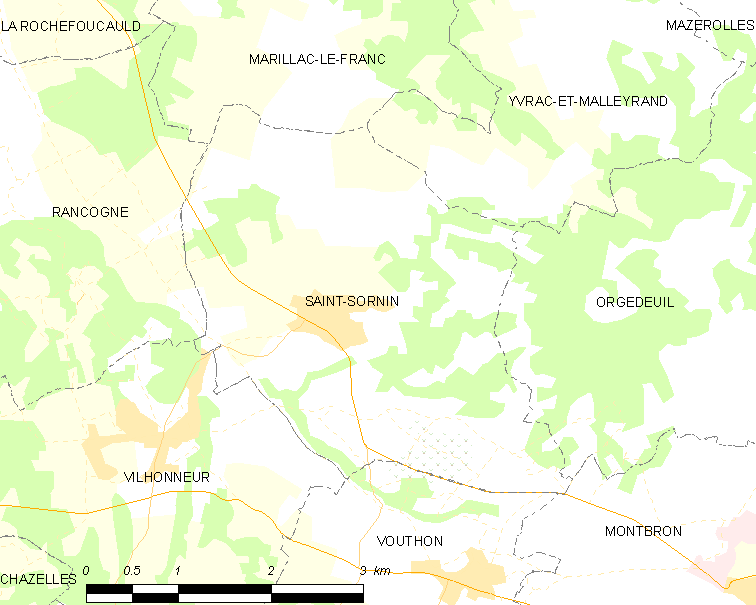
圣索尔南的OSM定位图

圣索尔南的时区为UTC+01:00、UTC+02:00（夏令时）。

## 行政
圣索尔南的邮政编码为16220，INSEE市镇编码为16353。

## 政治
圣索尔南所属的省级选区为塔杜瓦尔河谷县。

## 人口

1962-2008年间圣索尔南人口变化图示

圣索尔南于2022年1月1日时的人口数量为832人。